# Myrmeleon labuanus
Myrmeleon labuanus är en insektsart som beskrevs av Navás 1913. Myrmeleon labuanus ingår i släktet Myrmeleon och familjen myrlejonsländor. Inga underarter finns listade i Catalogue of Life.